# Ilsan

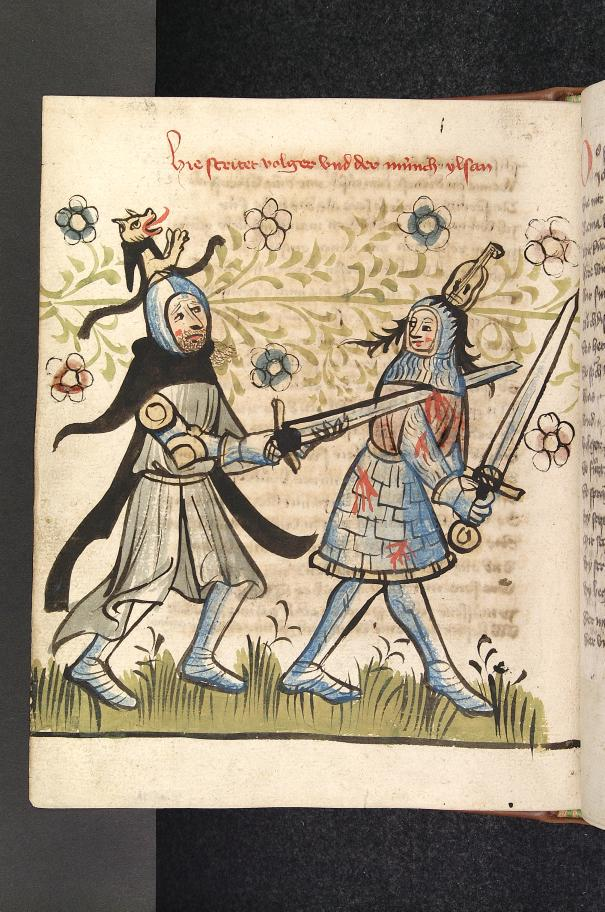
Ilsan (links) im Zweikampf mit Volker von Alzey

Ilsan (auch „Ylsan“, „Eilsan“, „Elsan“), ein streitbarer Mönch, ist eine Gestalt aus dem Heldenlied vom Rosengarten zu Worms. Er ist der Bruder Hildebrands, des getreuen Gefolgsmannes Dietrichs von Bern, aus dem Nibelungenlied. Nach zwanzig Jahren Klosterleben zieht er als einer der zwölf Recken des Dietrich von Bern nach Worms, um sich beim siegreichen Wettstreit am Hof von Worms auszuzeichnen.

## Rolle im Rosengarten
Kriemhild, die Tochter des Burgundkönigs Gibich, besitzt in Worms einen prächtigen Rosengarten. Sie sendet einen Herausforderungsbrief an Dietrich von Bern und lädt zu einem Turnier zwischen den Burgundern und den Bernern. Jedem Sieger der zwölf Einzelwettkämpfe wird ein Rosenkranz und ein Kuss Kriemhilds versprochen. Hildebrand bestimmt die Berner Kämpfer, von denen Dietleib und der Mönch Ilsan erst herbeigeholt werden müssen. In Worms sind die Berner in fast allen Zweikämpfen siegreich. Ilsan besiegt im Zweikampf nicht nur Volker von Alzey, sondern noch 52 weitere Gegner, erhält also 53 Rosenkränze, die er seinen Mönchsbrüdern bei der Ausfahrt versprochen hatte. Bei den 53 Küssen, die ihm Kriemhild geben muss, zerkratzt sein rauer Bart ihr Gesicht. Der Burgunderkönig Gibich muss sein Land von Dietrich zu Lehen nehmen. Die Berner ziehen nach Hause. Ilsan kehrt in sein Kloster zurück und drückt seinen Mönchsbrüdern die Rosenkränze so aufs Haupt, dass ihnen das Blut herunter läuft.

## Ilsans Kloster
Bis auf eine Ausnahme wird in den verschiedenen Handschriften zum „Rosengarten“ Isenburg (Ysenburg, Eisenburg) als Klosterort Ilsans genannt. Nur in der Handschrift C wird vom Kloster „Münchgenzelle“ (Mönchzell)  gesprochen. Die Handschrift C ist eine Mischversion der Handschriften A und D, formuliert aber auch zu einem nicht unerheblichen Teil eigenständig, wie die Ortsbenennung "Münchgenzelle" belegt. Der vermutlich aus dem Raum Worms/Mainz/Heidelberg stammende Schreiber der Handschrift C hat wohl den Ort Mönchzell gekannt und Ilsans Kloster dorthin verlegt.

## Würdigung
Die Figur Ilsans bezieht ihren erzählerischen Reiz aus ihrer Zweideutigkeit, die sie zwischen der Sphäre des Klosters und des Kriegsmannes schwingen lässt. Während er für die Mitbrüder aus seinem Kloster der unbezähmbare, aggressive Krieger ist, wird er außerhalb der Klostermauern von der dortigen Kriegergesellschaft zunächst nur als Mönch wahrgenommen, der sich dort aber durch herausragende kämpferische Taten behauptet. Ilsan wechselt ständig zwischen der Kloster- und Kriegersphäre, ohne einer von beiden Sphären letztlich anzugehören.